# All by Myself (Alok, Sigala ed Ellie Goulding)
All by Myself è un singolo del DJ brasiliano Alok, del DJ britannico Sigala e della cantante britannica Ellie Goulding, pubblicato il 7 ottobre 2022 come ottavo estratto dal secondo album in studio di Sigala Every Cloud ed incluso come traccia bonus nel quinto album in studio di Ellie Goulding Higher Than Heaven.

## Descrizione
Alok ha iniziato a lavorare al brano nel 2021, utilizzando delle registrazioni a cappella della voce di Goulding; dopo un periodo di pausa, ne ha ripreso la lavorazione ispirandosi alla hit Enjoy the Silence dei Depeche Mode, che viene utilizzata come campionamento, e servendosi dell'aiuto del collega Sigala. La collaborazione è stata annunciata dal DJ brasiliano il 4 ottobre 2022 tramite social media.

## Video musicale
Il video musicale, diretto da Monica G. Carter, è stato reso disponibile il 12 dicembre 2022.

## Tracce
Download digitale, streaming
1. All by Myself – 2:51

## Classifiche
| Classifica (2022) | Posizione massima |
| ----------------- | ----------------- |
| Belgio (Fiandre)  | 22                |
| Belgio (Vallonia) | 43                |
| Francia           | 116               |
| Paesi Bassi       | 19                |